# Мухаммад ібн-Абдаллах аль-Ашйа'ї
Мухаммад ібн-Абдаллах аль-Ашйа'ї (*араб. محمد بن عبد الله الأشجعي, д/н —після 730) — валі Аль-Андалуса у 730 році.

## Життєпис
Походив з впливового арабського племені. На початку 730 року стає новим валі Аль-Андалуса. За різними даними: або за розпорядженням халіфа Хішама чи внаслідок рішення місцевих арабських військовиків.
Основними завданнями було залагодженням конфліктів між арабами і берберами та підготовка до наступу на королівства франків в Австразії та Бургундії. Наприкінці року позбавлено посади за незрозумілих причин. Новим валі став Абд-ар-Рахман ібн-Абдаллах аль-Гафікі, який вже до того обіймав цю посаду у 721 році.